# 杉並区立四宮小学校
杉並区立四宮小学校（すぎなみくりつしのみやしょうがっこう）は、東京都杉並区上井草2丁目にある公立小学校。

## 沿革
- 1950年（昭和25年） - 杉並区は、校名を「杉並区立四宮小学校」と決定。
- 1951年（昭和26年）1月 - 開校。
- 1952年（昭和27年）5月 - 開校記念日を6月8日と定める。
- 1953年（昭和28年）2月 - 校歌制定。
- 1958年（昭和33年）3月 - 体育館完成。
- 1961年（昭和36年）8月 - プール完成。
- 1963年（昭和38年）4月 - 知的障害学級を併設。
- 1974年（昭和49年）3月 - 芝生（480㎡）緑化雑木林植樹完了。
- 1985年（昭和60年）3月 - 学校緑化工事（2350本植樹）完了。
- 1993年（平成5年）4月 - 国際理解教育センター補習教室を開設。
- 1994年（平成6年）3月 - コンピュータ教室工事が完了。
- 2000年（平成12年）
  - 3月 - ビオトープ「トンボ池」完成。
  - 8月 - 耐震補強工事が完了。
  - 10月 - 創立50周年記念式典挙行。
  - 12月 - ブロンズ像「流氷」除幕式挙行。
- 2001年（平成13年）
  - 4月 - タイムカプセル埋設。
  - 8月 - インターネット接続工事が完了。
- 2002年（平成14年）8月 - 体育館床等改修工事が完了。
- 2004年（平成16年）
  - 6月 - プール改修工事が完了。
  - 8月 - トイレ改修工事が完了。
- 2005年（平成17年）
  - 6月 - 創立55周年記念集会開催。
  - 8月 - 校舎外壁塗り替え工事が完了。
- 2006年（平成18年）3月 - 屋上緑化と体育館屋根の補修が完了。
- 2007年（平成19年）
  - 4月 - 給食調理民間委託化および夜間警備機械化。
  - 12月 - クジャク小屋の「スタディー&フレンドリースペース」への改修工事が完了。
- 2008年（平成20年）8月 - 校舎内装工事が完了。
- 2009年（平成21年）8月 - 夜間換気設備設置工事完了。
- 2010年（平成22年） - 開校60周年記念集会開催し、記念式典挙行。
- 2011年（平成23年） - 全普通教室にエアコン設置。
- 2014年（平成26年） - 全普通教室に電子黒板設置。
- 2016年（平成28年） - よつばルーム工事が完了。教室用タブレットPC配置。校内LAN工事が完了。
- 2018年（平成30年）
  - 時期不明 - 特別支援教室「しのみや教室」開室。
  - 10月 - 地域運営学校（コミュニティー・スクール）に指定。
- 2020年（令和2年）1月 - 体育館エアコン設置工事が完了。

## 教育目標
- じょうぶな子
- かんがえる子
- すすんでする子
- おもいやりのある子

## 通学区域
出典
- 上井草1丁目（全域）
- 上井草2丁目（全域）
- 井草4丁目（1～16番）
- 井草5丁目（全域）
- 今川1丁目（全域）

## 進学先中学校
出典
- 杉並区立中瀬中学校 - 今川1丁目を除く地域から通う児童の進学先
- 杉並区立井荻中学校 - 今川1丁目から通う児童の進学先
- 杉並区立井草中学校 - 井草4丁目、5丁目から通う児童の進学先

## 周辺
- 杉並区立四宮保育園 - 進学前保育園のひとつ
- 杉並区立柿木図書館
- ほかは、住宅が広がる。

## アクセス
- 関東バス
  - 「西50」・「西51」・「西51-1」・「青梅街道営業所～井荻駅（入出庫）」・「青梅街道営業所～下井草駅（入出庫）」の各系統で、「今川一丁目」停留所から、徒歩3分。
  - 「荻11」・「荻12」の各系統で、「下井草五丁目」停留所から、徒歩6分。
    - なお、「下井草五丁目」停留所は、「西50」と「青梅街道営業所～井荻駅（入出庫）」の各系統も経由するが、上述の「今川一丁目」停留所で下車した方が近い。
- 西武鉄道新宿線井荻駅より、
  - 徒歩8分
  - 上述の関東バスに乗車し、上述の停留所下車後、徒歩。
- JR東日本中央線・東京メトロ丸ノ内線荻窪駅から、
  - 上述の関東バス「西51」系統で、「今川一丁目」停留所下車後、徒歩。
  - 上述の関東バス「荻11」・「荻12」の各系統で、「下井草五丁目」停留所下車後、徒歩。
- JR東日本中央線西荻窪駅から、上述の関東バス「西50」・「西51」各系統で、「今川一丁目」停留所下車後、徒歩。